# Honda RA271
Honda RA271 och den vidareutvecklade Honda RA272 är en serie formel 1-bilar, tillverkade av den japanska biltillverkaren Honda mellan 1964 och 1965.

## Bakgrund
Hondas grundare Soichiro Honda var övertygad om nyttan av motorsport för att utveckla företagets produkter och att väcka uppmärksamhet kring dem. Därför hade Hondas motorcyklar deltagit i roadracing sedan mitten av 1950-talet med allt större framgång och när företaget presenterade sina första bilar 1962 var det naturligt att Honda skulle ägna sig även åt bilsport. Däremot kom det som en stor överraskning att Japans yngsta bilmärke gick ut så hårt att man satsade på formel 1 med så lite erfarenhet av biltillverkning.

## Utveckling
Hondas första F1-planer begränsades till leveranser av motorer men sedan diskussionerna med Team Lotus avbrutits bestämde man sig för att bygga en komplett bil. Eftersom Honda var nya på området köpte man en bil från Cooper Car Company som studieobjekt. Hondas första prototyp, kallad RA270, blev mycket lik Coopern.

### Honda RA271
Den första tävlingsbilen RA271 debuterade en bit in på säsongen 1964. Bilen hade en självbärande monocoque med en hjälpram av ovalrör som bar upp motorn och bakre hjulupphängningen. Det som verkligen särskiljde Hondan från konkurrenterna var den tolvcylindriga motorn med fyra ventiler per cylinder som monterades på tvären bakom föraren. Toppeffekten togs ut vid det för tidsepoken extremt höga varvtalet 12 000 varv/minut. Nackdelen var att motorn fick ett mycket smalt körbart varvtalsregister.

### Honda RA272

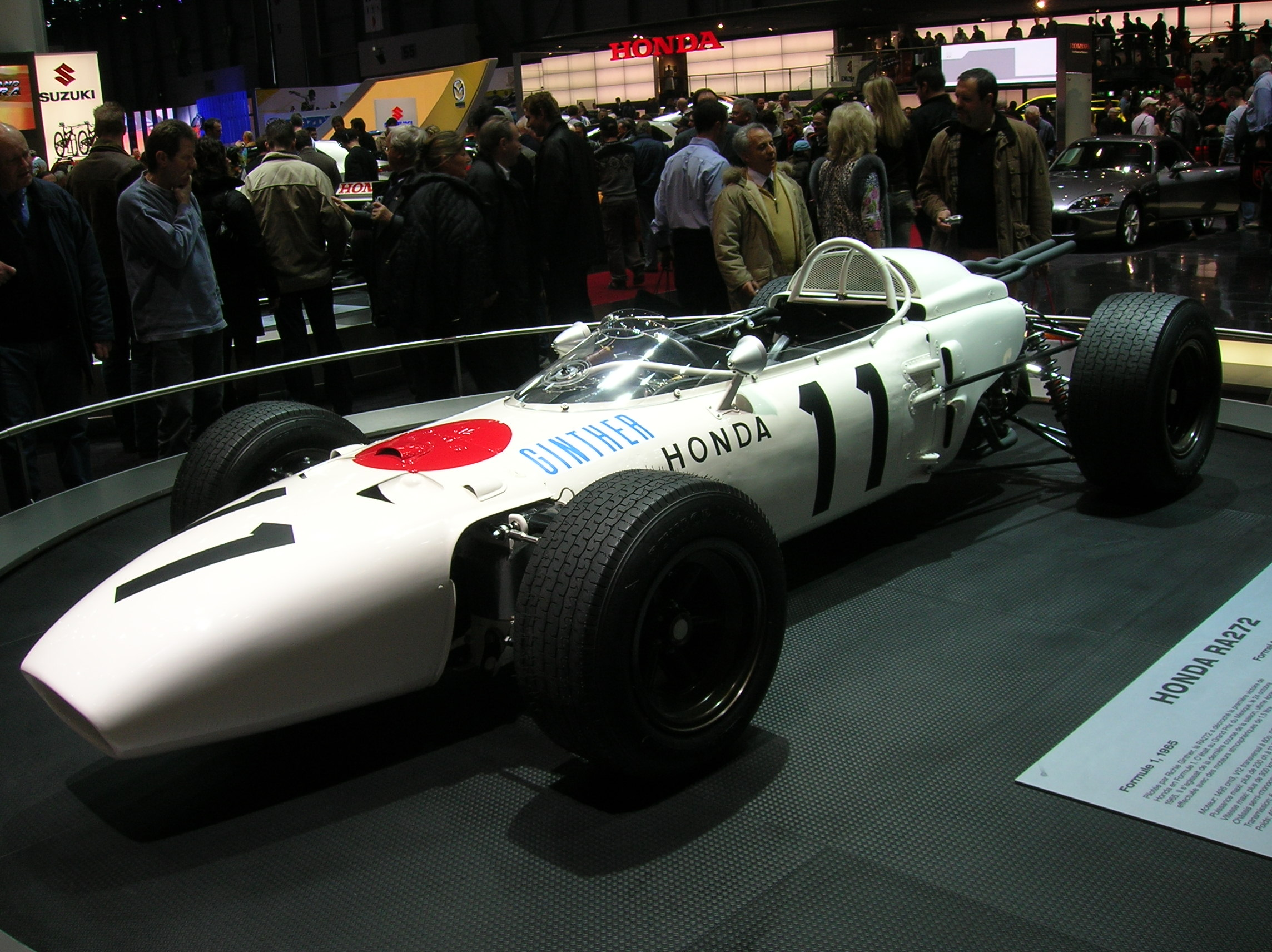
Honda RA272

Till säsongen 1965 kom den vidareutvecklade RA272. Honda hade lyckats sänka vikten ned till miniminivån 500 kg.. Dessutom hade man lyckats förbättra tillförlitligheten.
Säsongen 1966 ökade FIA motorstorleken till tre liter, vilket gjorde modellen omodern och Honda fick ta fram en helt ny bil. 

## Tekniska data
| Tekniska data           | Honda RA272                                                      |
| ----------------------- | ---------------------------------------------------------------- |
| Motor:                  | Tvärställd 60° 12-cylindrig V-motor                              |
| Cylindervolym:          | 1495 cm³                                                         |
| Borrning x slaglängd:   | 58,1 x 47,0 mm                                                   |
| Max effekt vid varvtal: | 230 hk vid 12 000 v/min                                          |
| Ventilstyrning:         | 2 överliggande kamaxlar per cylinderrad, 4 ventiler per cylinder |
| Bränslesystem:          | Keihin-Honda bränsleinsprutning                                  |
| Växellåda:              | 6-växlad manuell                                                 |
| Hjulupphängning:        | Dubbla tvärlänkar, skruvfjädrar                                  |
| Bromsar:                | Skivbromsar                                                      |
| Chassi & kaross:        | Självbärande aluminiumkaross med bakre hjälpram                  |
| Hjulbas:                | 229 cm                                                           |
| Torrvikt:               | 500 kg                                                           |

## Tävlingsresultat

### Formel 1-VM 1964
Honda-stallet hade anställt den relativt okände amerikanske sportvagnsföraren Ronnie Bucknum för att köra RA271-bilen. Stallet debuterade i Tysklands Grand Prix 1964, där Bucknum kvalade in på sista plats. Han lyckades köra upp sig till en tiondeplats, innan han tvingades bryta. Stallet körde ytterligare två tävlingar under säsongen, men lyckades inte ta bilen i mål någon gång.

### Formel 1-VM 1965
Säsongen 1965 tävlade stallet med RA272-modellen. Ronnie Bucknum fick en mer meriterad stallkamrat i landsmannen Richie Ginther. Ginther tog stallets första VM-poäng i Belgiens Grand Prix. Bucknum tog karriärens enda VM-poäng genom en femteplats i säsongens sista lopp i Mexiko. Hans framgång överskuggades dock av att Ginther vann loppet och tog Hondas första VM-seger. Honda vann därmed det sista loppet som kördes enligt 1,5-litersformeln och blev (bortsett från femtiotalets udda Indy-lopp) första utomeuropeiska märke att vinna ett formel 1-lopp. 
Ginther slutade på sjunde plats i förarmästerskapet, med Bucknum på femtonde plats. Honda blev sexa i konstruktörsmästerskapet.